# Albano (Sigtuna)
Albano is een plaats in de gemeente Sigtuna in het landschap Uppland en de provincie Stockholms län in Zweden. De plaats heeft 55 inwoners (2005) en een oppervlakte van 6 hectare. De plaats wordt omringd door zowel bos als landbouwgrond. De stad Stockholm ligt ongeveer veertig kilometer ten zuiden van de plaats.